# Можейки (Поставский район)
Може́йки (белор. Мажэ́йкі) — деревня в Поставском районе Витебской области Белоруссии. Входит в состав Куропольского сельсовета.

## Этимология
Название происходит с балтийских языков от фамилии Можейко: в литовском mažas означает «малый», откуда можейко — «низкорослый, небольшой человек». В Поставском районе встречаются фамилии Можай, Можейко, Можаев, Можукин, Можута.

## Административное устройство
Ранее входила в состав Яревского сельсовета. С 7 июля 2023 года входит в состав Куропольского сельсовета.

## География
Расположена в северо-западной части Поставского района в 6 км от города Поставы и в 4 км от агрогородка Хотилы.
Находится на реке Ольшанка, которая берёт начало из озера Олься и впадает в реку Мяделка.
В районе деревни расположено живописное озеро Можейское.

## Транспорт
Через деревню регулярно с помощью автобуса осуществляется подвоз детей в школьные учреждения города Поставы.
Деревня обслуживается автомагазином Поставского филиала Витебского областного потребительского общества два раза в неделю.

## Население
В 2009 году проживало 25 человек.
По данным 2021 года, в деревне проживает 8 человек.

## История
В 1873 году деревня в Ясевской волости Свенцянского уезда Виленской губернии.
С 20.11.1970 года — в Яревском сельсовете.